# Montigny-sur-l'Ain
Montigny-sur-l'Ain és un municipi francès situat al departament del Jura i a la regió de Borgonya - Franc Comtat. L'any 2007 tenia 193 habitants.

## Demografia

### Població
El 2007 la població de fet de Montigny-sur-l'Ain era de 193 persones. Hi havia 76 famílies de les quals 20 eren unipersonals (8 homes vivint sols i 12 dones vivint soles), 24 parelles sense fills, 24 parelles amb fills i 8 famílies monoparentals amb fills.
La població ha evolucionat segons el següent gràfic:
Habitants censats

### Habitatges
El 2007 hi havia 96 habitatges, 75 eren l'habitatge principal de la família, 18 eren segones residències i 3 estaven desocupats. 85 eren cases i 10 eren apartaments. Dels 75 habitatges principals, 55 estaven ocupats pels seus propietaris i 20 estaven llogats i ocupats pels llogaters; 1 tenia una cambra, 3 en tenien dues, 6 en tenien tres, 15 en tenien quatre i 50 en tenien cinc o més. 67 habitatges disposaven pel capbaix d'una plaça de pàrquing. A 33 habitatges hi havia un automòbil i a 35 n'hi havia dos o més.

### Piràmide de població
La piràmide de població per edats i sexe el 2009 era:
| Homes | Edats   | Dones |
| ----- | ------- | ----- |
| 0     | 95 o +  | 0     |
| 0     | 90 a 94 | 0     |
| 0     | 85 a 89 | 0     |
| 0     | 80 a 84 | 0     |
| 0     | 75 a 79 | 4     |
| 8     | 70 a 74 | 8     |
| 4     | 65 a 69 | 8     |
| 4     | 60 a 64 | 4     |
| 0     | 55 a 59 | 0     |
| 0     | 50 a 54 | 4     |
| 4     | 45 a 49 | 0     |
| 4     | 40 a 44 | 12    |
| 12    | 35 a 39 | 12    |
| 12    | 30 a 34 | 4     |
| 8     | 25 a 29 | 16    |
| 8     | 20 a 24 | 0     |
| 4     | 15 a 19 | 0     |
| 4     | 10 a 14 | 12    |
| 8     | 5 a 9   | 28    |
| 8     | 0 a 4   | 8     |

## Economia
El 2007 la població en edat de treballar era de 106 persones, 85 eren actives i 21 eren inactives. De les 85 persones actives 82 estaven ocupades (46 homes i 36 dones) i 3 estaven aturades (3 dones i 3 dones). De les 21 persones inactives 7 estaven jubilades, 7 estaven estudiant i 7 estaven classificades com a «altres inactius».

### Ingressos
El 2009 a Montigny-sur-l'Ain hi havia 67 unitats fiscals que integraven 179 persones, la mediana anual d'ingressos fiscals per persona era de 15.100 €.

### Activitats econòmiques
Dels 3 establiments que hi havia el 2007, 1 era d'una empresa de construcció, 1 d'una empresa de comerç i reparació d'automòbils i 1 d'una entitat de l'administració pública.
L'únic servei als particulars que hi havia el 2009 era un electricista.
L'any 2000 a Montigny-sur-l'Ain hi havia 4 explotacions agrícoles.

## Equipaments sanitaris i escolars
L'únic equipament sanitari que hi havia el 2009 era una ambulància.

## Poblacions més properes
El següent diagrama mostra les poblacions més properes.